# دوروتی یانونه
دوروتی یانونه (انگلیسی: Dorothy Iannone; ۹ اوت ۱۹۳۳ – ۲۶ دسامبر ۲۰۲۲) نقاش و هنرمند هنرهای تجسمی اهل ایالات متحده آمریکا بود. متن‌ها، فیلم‌ها و نقاشی‌های زندگی‌نامه‌ای او به صراحت تصویرگر جنسیت زنانه بودند.